# توبراش
شركة مصافي النفط التركية هي شركة في تركيا، تقوم بتشغيل أربع مصافي بطاقة إجمالية تبلغ 28.1 مليون طن سنويًا من النفط الخام.

## وصلات خارجية
- الموقع الرسمي